# Gorna Bela Crkva
Gorna Bela Crkva (makedonska: Горна Бела Црква) är en ort i Nordmakedonien. Den ligger i kommunen Resen, i den sydvästra delen av landet, 110 kilometer söder om huvudstaden Skopje. Gorna Bela Crkva ligger 865 meter över havet och antalet invånare var 591 år 2012.